# Николь, Эрскин
Эрскин Николь (англ. Erskine Nicol; 3 июля 1825 — 8 марта 1904) — британский шотландский художник.
Родился в Лите. Живописи учился в академии Трустиса в Эдинбурге, где его однокашниками были Уильям Аллан и Томас Дункан; в этом городе был некоторое время комнатным декоративным живописцем, совмещая работу с учёбой. В 1845—1850 годах, во время Ирландского голода, преподавал в Дублине; в этот город он переехал в 1845 году и занимался преподаванием рисования и портретными работами, пока не занялся воспроизведением сцен ирландского народного быта, благодаря которым впоследствии получил известность в английском художественном мире; тема страданий и угнетения ирландцев нашла широкое отражение в его творчестве этого периода.
В 1850 году переехал в Эдинбург на постоянное жительство. Стал ассоциированным членом Королевской шотландской академии в 1851 году и действительным членом в 1859 году. С 1862 года жил в Лондоне. Его работы выставлялись и в Королевской Академии художеств, ассоциированным членом которой он стал в 1866 году, а также в Королевской Гибернианской академии и в Британском институте. В 1905 году в Королевской Шотландской академии состоялась его юбилейная выставка. На протяжении жизни был дважды женат.
В своих полотнах изображал типы и нравы людей низшего, преимущественно бедного класса, — согласно ЭСБЕ, «отличаясь при этом умным сочинением и здоровым юмором, но нередко [он] повторяется в своих фигурах и порой впадает в преувеличение и карикатурность». Наиболее известные картины: «Уплата оброчных денег» (1866), «Оба в затруднении» (сельский учитель, не знающий, что ответить ученику, обратившемуся к нему за разъяснением урока), «Подкарауливание», «Ярмарка для детей», «Час игры», «Pro bono publico», «Новый сбор винограда». «Всегда правда!», «День отдыха», «Бескорыстный советчик», «Буря на море», «Одинокий арендатор поля».

## Источник
Николь, Эрскин // Энциклопедический словарь Брокгауза и Ефрона : в 86 т. (82 т. и 4 доп.). — СПб., 1890—1907.